# Tošiki Kaifu
Tošiki Kaifu (2. ledna 1931, Nagoja – 9. ledna 2022) byl japonský politik. V letech 1989–1991 byl premiérem Japonska. Byl představitelem Liberální demokratické strany, dominantní síly japonského politického systému ve 2. polovině 20. století. Jeho vláda byla slabá a navíc čelila neutuchajícím korupčním skandálům, které Liberální demokratickou stranu na konci 80. a začátku 90. let postihly (odvodový skandál, Sagawa expres skandál). Po skončení premiérského mandátu stranu opustil a roku 1994 vstoupil do nově založené strany Šinšinto (Nová fronta). Roku 1998 z ní ovšem vystoupil a roku 2003 se vrátil do Liberální demokratické strany.

## Vyznamenání
- velká čestná dekorace ve stříbře na stuze Čestného odznaku Za zásluhy o Rakouskou republiku – Rakousko, 1998[2]
- Řád květů paulovnie – Japonsko, červenec 2011